# Jaroslav Matěj
Jaroslav Matěj (25. srpna 1908 Proskovice – 24. září 1942 Věznice Plötzensee) byl český pedagog a odbojář popravený nacisty.

## Život
Jaroslav Matěj se narodil 25. srpna 1908 v Proskovicích na Ostravsku. Ve Slezské Ostravě vystudoval učitelský ústav. Prezenční vojenskou službu nastoupil v roce 1922 k Leteckému pluku 3. Během ní získal kvalifikaci polního pozorovatele-letce, i po ukončení služby v roce 1924 se nadále účastnil cvičení a dosáhl hodnosti poručíka v záloze. Působil jako odborný učitel na měšťanské škole v Ostravě-Zábřehu. Po německé okupaci jej v létě 1939 Alois Vávra získal pro protinacistický odboj. Stal se členem krajského vedení Obrany národa na pozici styčného důstojníka pro deset okresů, na starosti měl rovněž oblast spojení. Mj. zorganizoval štafetové spojení s využitím automobilů a cyklistů po trase Ostrava - Frýdek-Místek - Frenštát pod Radhoštěm - Rožnov pod Radhoštěm - Valašské Meziříčí - Hranice. Za svou činnost byl 9. března 1940 zatčen gestapem a do ledna 1942 vyslýchán. Dne 26. června 1942 byl v Berlíně odsouzen k trestu smrti a dne 24. září téhož roku popraven gilotinou v berlínské věznici Plötzensee.